# Dong Hoi flygplats
Dong Hoi flygplats (CDG) är en flygplats i Dong Hoi, Quang Binh, Vietnam.
Flygplatsen kan tjäna medelstora flygplan som Airbus A321, den kan tjäna 500 000 passagerare per år. De franska nybyggarna byggde denna flygplats för militära ändamål. De använde flygplatsen för att anfalla Vietminh och den Laotiska kommunistiska armén i centrala Vietnam samt norra och centrala Laos. Flygplatsen hade oasfalterad landningsbana. Under Vietnamkriget använde Nordvietnam denna flygplats för att transportera last och vapen till de sydliga slagfälten. Efter 1975 fortsatte den vietnamesiska armén för att använda denna flygplats men inte regelbundet. Efter Phong Nha-Ke Bang nationalpark kom med på Unescos världsarvslista, ökade turismen.
Flygplatsen betjänar besökare till Phong Nha-Ke Bang nationalpark och stränder i provinsen. Det finns flyg till Hanoi och Ho Chi Minh-staden.

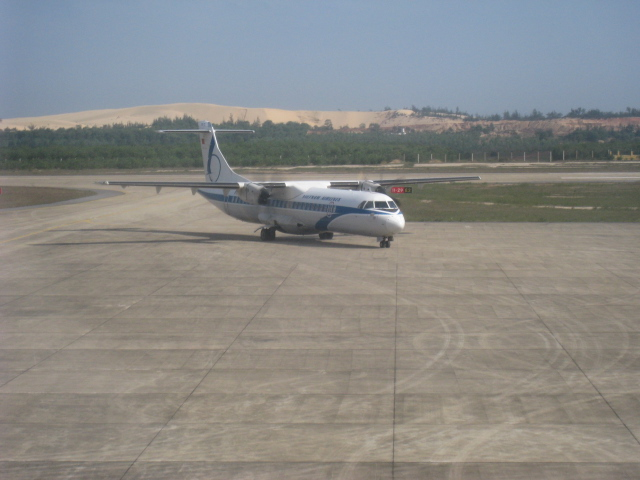
Dong Hoi flygplats

## Trafikerande flygbolag

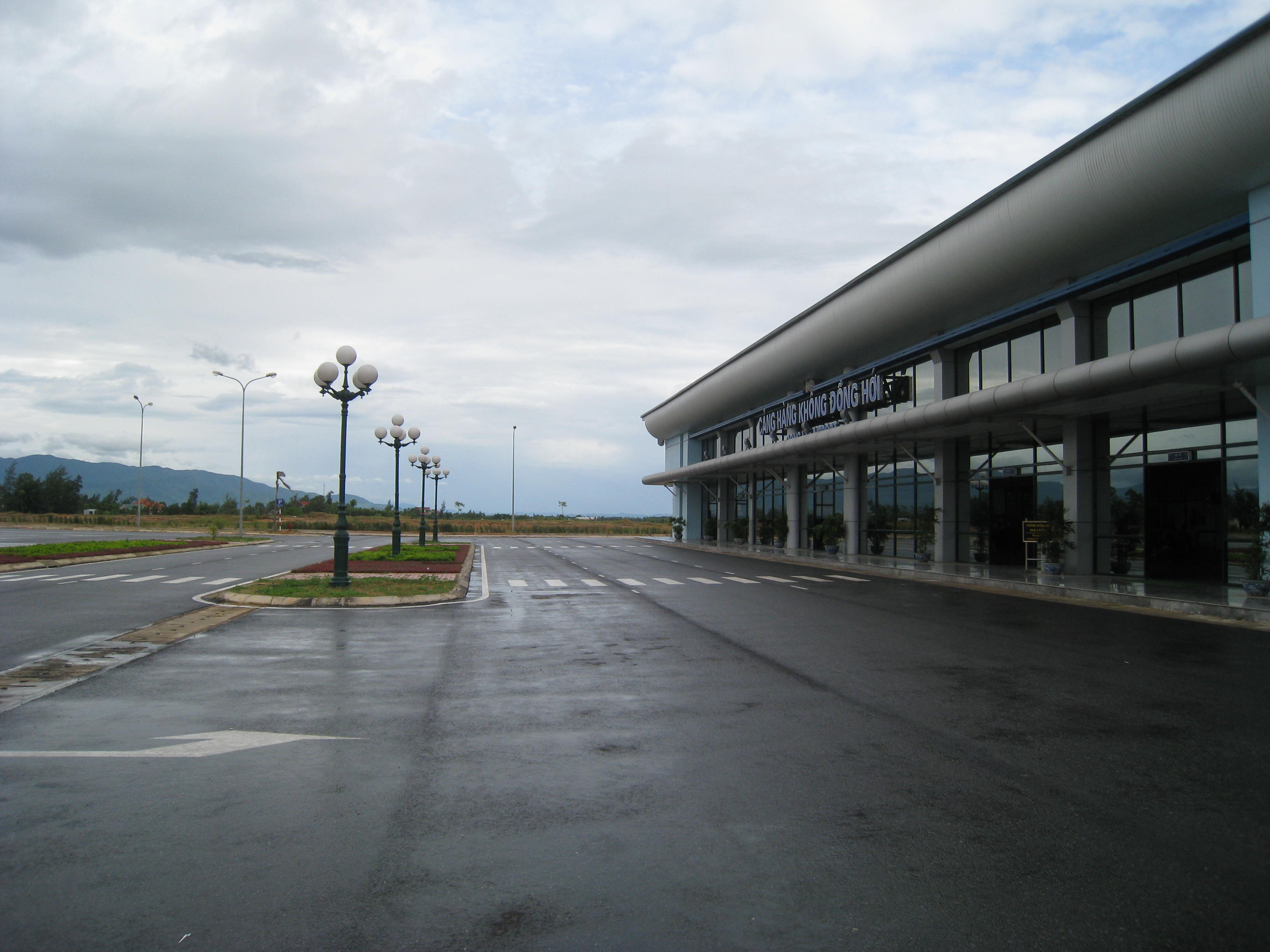
Dong Hoi flygplats

- Vietnam Airlines (Hanoi, Ho Chi Minh-staden)
- Jetstar Pacific Airlines (Ho Chi Minh-staden, Hai Phong [29 april 2017], Chiang Mai [16 june 2017])
- VietJet Air (Ho Chi Minh-staden)